# ガドン寺
ガドン寺（ガドンじ、英: Gadong）はチベットの仏教寺院。歴代ダライ・ラマの神託官の寺。

## 概要
1959年のチベット蜂起の際に神託官はインドに亡命、文化大革命で破壊されたが、ダラムシャーラーで伽藍を再建し、活動を続けている。